# Karl von Roeder (General)
Karl Ferdinand Heinrich von Roeder (* 28. Juli 1787 in Pampitz; † 19. Juli 1856 in Peterswaldau) war ein preußischer Generalleutnant und Flügeladjutant von König Friedrich Wilhelm IV.

## Leben

### Herkunft
Seine Eltern waren der preußische Generalmajor Heinrich von Roeder (1742–1831) und dessen zweite Ehefrau Sophie Henriette Christiane, geborene Trützschler von Falkenstein (1762–1838). Drei weitere Brüder Maximilian Eugen (1782–1844), Julius August Heinrich Edwin (1808–1889) und Friedrich Hermann (1797–1857) waren ebenfalls preußische Generale.

### Militärkarriere
In Pampitz auf dem Schlachtfeld von Mollwitz geboren blieb er im Hause des Vaters in Grottkau bis zum Jahr 1800. Roeder ging dann in das Infanterieregiment „von Grawert“, das damals in Glatz stationiert war und erhielt die Grundlagen seiner höheren wissenschaftlich militärischen Ausbildung auf der Kriegsschule in Berlin, die er seit dem Winter von 1804 bis 1805 besuchte. Der im Jahr 1805 drohende Krieg unterbrach zunächst diese Studien. Als die Armee mobilisiert wurde, kam Roeder als Adjutant in den Stab des Generalleutnants von Grawert. Während des Krieges 1806 war Roeder im Generalstab des Fürsten Hohenlohe, nahm an der Schlacht bei Jena teil und geriet bei der Kapitulation von Prenzlau in Kriegsgefangenschaft.
Roeder entkam jedoch und er gelangte auf seiner Flucht zunächst nach Kolberg und da dieses schon eingeschlossen war, nach Rügen. Dort schloss er sich dem Freikorps „von Marwitz“ an. Nach dem Frieden von Tilsit kam er 1808 in Garnison nach Berlin, nahm aber für seine Denkart bezeichnend schon 1809 seinen Abschied, um im österreichischen Dienst von Neuem gegen Napoleon zu kämpfen. Aber das unerwartet rasche Ende des österreichischen Krieges verhinderte die Ausführung dieser Absicht. Da der Friede von Schönbrunn gleich darauf jede Aussicht auf eine preußische und deutsche Erhebung in weite Ferne zu rücken schien, widmete sich Roeder die nächsten Jahre seiner wissenschaftlichen Bildung auf den Universitäten zu Frankfurt an der Oder, Berlin und Heidelberg. Hier traf ihn der Aufruf von König Friedrich Wilhelm III. „An Mein Volk“. Er folgte dem Ruf, kehrte in die Heimat zurück und wurde als Premierleutnant und als Adjutant bei Generalleutnant von York wieder angestellt. Gleich in der Schlacht bei Großgörschen wurde Roeder so schwer verwundet, dass er in Folge hiervon sein rechtes Auge für immer verlor. Aber noch ehe er völlig geheilt war, trat er doch gleich bei dem Ablauf des Waffenstillstandes wieder in die Armee ein und kämpfte in den Schlachten an der Katzbach, bei Möckern, Ligny, und Belle Alliance. Für seinen Mut und militärische Umsicht erhielt er für die Schlacht an der Katzbach das Eiserne Kreuz II. Klasse sowie für Belle Alliance das Kreuz I. Klasse.
Nach dem Krieg, in welchem drei seiner Brüder gefallen und zwei andere schwer verwundet worden waren, wurde Roeder als Kapitän am 29. November 1816 zum zweiten Adjutanten des Kronprinzen ernannt und im März des Folgejahres zum Major befördert. Unter Beibehaltung dieses Verhältnisses folgte am 30. März 1833 mit der Beförderung zum Oberstleutnant seine Ernennung zum Chef des Generalstabes des VI. Armee-Korps. Ein Jahr später übernahm Roeder den gleichen Posten beim II. Armee-Korps und wurde am 30. März 1835 Oberst. Am 30. März 1838 ernannte man ihn zunächst zum zweiten, dann am 5. Mai 1838 zum ersten Adjutanten des Kronprinzen. Mit dessen Thronbesteigung als neuer König von Preußen wurde Roeder 1840 zum Flügeladjutanten ernannt. In dieser Stellung war er bis zum 18. April 1842 tätig. Anschließend wurde Roeder krankheitsbedingt mit der gesetzlichen Pension zur Disposition gestellt.
Er zog sich daraufhin auf sein Gut Gohlau bei Breslau zurück. Am 29. November 1848 erhielt er den Charakter als Generalleutnant und 1853 den Roten Adlerorden I. Klasse. Drei Jahre darauf am 19. Juli 1856 machte nach kurzem Krankenlager eine Lungenlähmung seinem Leben zu Peterswaldau ein Ende.

### Familie
Roeder heiratete am 3. September 1822 in Berlin Henriette Sophia Auguste Charlotte Gräfin von Bernstorff (1803–1850), eine Tochter von Joachim Frederik Bernstorff. Aus der Ehe gingen folgende Kinder hervor:
- Henriette
- Elise (1824–1864) ⚭ 23. April 1851 Rudolf Graf Finck von Finckenstein (1813–1886), Herr auf Reitwein[1], Eltern von Heinrich Finck von Finckenstein
- Anton Friedrich Joachim Heinrich (1826–1845)
- Albrecht Karl Heinrich (1829–1888), preußischer Major
- Konrad Christian Heinrich (1833–1900), Landrat und Rechtsritter des Johanniterordens ⚭ Bertha von dem Bussche-Ippenburg-Kessel (1841–1918)[2]
- Georg Wilhelm Theodor Heinrich (* 1836), preußischer Premierleutnant